# Naturschutzgebiet Landschaftsraum Im Schee
Das Naturschutzgebiet Landschaftsraum Im Schee mit einer Größe von 7,8 ha liegt nördlich von Voßwinkel im Stadtgebiet von Arnsberg im Hochsauerlandkreis. Es wurde 1998 mit dem Landschaftsplan Arnsberg durch den Kreistag des Hochsauerlandkreises als Naturschutzgebiet (NSG) mit einer Flächengröße 3,1 ha ausgewiesen. Bei der Neuaufstellung des Landschaftsplanes Arnsberg durch den Kreistag 2021 wurde das NSG erneut ausgewiesen und deutlich vergrößert.  Das NSG grenzt im Westen an das Naturschutzgebiet Laubholzmischwald Im Sundern und im Norden an das Naturschutzgebiet Teiche Im Schee.

## Weitere Schutzausweisung
Das NSG-Gebiet wurde 2004 auch als FFH-Gebiet Luerwald und Bieberbach (DE-4513-301) und als EU-Vogelschutzgebiet Luerwald und Bieberbach (DE-4513-401) im Rahmen der EU Natura 2000-Gebiete ausgewiesen.

## Gebietsbeschreibung
Im NSG handelt es sich um einen heterogenen Biotopkomplex Grünlandgebiet, teilweise brachgefallen, mit Altbaumgruppen, Hecken, Teichen und einem kleinen Bach, eher Rinnsal.

## Spezielle Schutzzwecke für das NSG
Laut Landschaftsplan erfolgte die Ausweisung zum:
- „Schutz und Erhaltung eines strukturreichen Landschaftsausschnittes mit Altbaumgruppen und -reihen, Hecken(resten) und Brachflächen;“
- „Entwicklung von artenreichen Feuchtbracheflächen;“
- „Erhaltung der hohen Arten- und Strukturvielfalt sowie des Wertes als Refugial- und Vernetzungsbiotop;“
- „Sicherung der Kohärenz und Umsetzung des Europäischen Schutzgebietssystems Natura 2000.“
- „Das NSG dient auch der nachhaltigen Sicherung von besonders schutzwürdigen Lebensräumen nach § 30 BNatSchG und von Vorkommen seltener Tierarten und Pflanzengesellschaft.“[2]